# Hypolimnas truentus
Hypolimnas truentus är en fjärilsart som beskrevs av Hans Fruhstorfer 1912. Hypolimnas truentus ingår i släktet Hypolimnas och familjen praktfjärilar. Inga underarter finns listade i Catalogue of Life.